# 福岡県道754号武島白口線
福岡県道754号武島白口線（ふくおかけんどう754ごう たけしましらくちせん）は、福岡県久留米市を通る一般県道である。

## 概要
久留米市安武町武島から久留米市荒木町白口に至る。一部の区間を除いて1 - 1.5車線程の幅員で、離合が不可能または困難な区間が多く、加えて起点の位置は非常に分かりにくい場所にある。

### 路線データ
- 起点：福岡県久留米市安武町武島（福岡県道・佐賀県道144号中津天建寺武島線交点）
- 終点：福岡県久留米市荒木町白口（福岡県道89号瀬高久留米線交点）

## 路線状況

### 重複区間
- 福岡県道47号久留米城島大川線（久留米市安武町武島）

道路施設
橋梁
- 内六橋（上津荒木川、久留米市）

## 地理

### 通過する自治体
- 久留米市

### 交差する道路
| 福岡県道・佐賀県道144号中津天建寺武島線   | 安武町武島   | 起点               |
| 福岡県道47号久留米城島大川線 重複区間起点 | 安武町武島   |                    |
| 福岡県道47号久留米城島大川線 重複区間起点 | 安武町武島   | 安武小学校前交差点 |
| 福岡県道23号久留米柳川線                  | 安武町安武本 |                    |
| 福岡県道755号安武本国分線                 | 安武町安武本 |                    |
| 福岡県道89号瀬高久留米線                  | 荒木町白口   | 終点               |

### 交差する鉄道
- 西鉄天神大牟田線

### 沿線
- 筑後川
  - 筑後大堰
  - リバーサイドパーク
- 久留米市立安武小学校
- 西鉄天神大牟田線 安武駅
- JR九州鹿児島本線 荒木駅